# سری رقابت‌های جام ناسکار
سری رقابت‌های جام ناسکار برترین سری مسابقات انجمن ملی مسابقات خودروهای ارتقا یافته (NASCAR) است. این مجموعه در سال ۱۹۴۹ با عنوان Strictly Stock Division آغاز شد و از سال ۱۹۵۰ تا ۱۹۷۰ به عنوان Grand National Division شناخته می‌شد. در سال ۱۹۷۱، وقتی سری شروع به اجاره دادن حق نام خود به شرکت دخانیات R. J. Reynolds کرد، از آن به عنوان سری جام وینستون ناسکار (۲۰۰۳–۱۹۷۱) نام برده شد. معامله مشابهی در سال ۲۰۰۳ با نکستل منعقد شد و نام این مجموعه رقابت‌ها سری جام نکستل ناسکار (۲۰۰۷–۲۰۰۴) شد. اسپرینت در سال ۲۰۰۵ نکستل را خریداری کرد و در سال ۲۰۰۸ این مجموعه به سری جام اسپرینت ناسکار (۲۰۱۶–۲۰۰۸) تغییر نام یافت. در دسامبر ۲۰۱۶، مانستر انرژی به عنوان اسپانسر جدید اعلام شد و نام این مجموعه رقابت‌ها به سری جام مانستر انرژی ناسکار (۲۰۱۹–۲۰۱۷) تغییر پیدا کرد. در سال ۲۰۱۹، ناسکار پیشنهاد مانستر برای تمدید قرارداد فعلی حق نامگذاری را تا پایان فصل رد کرد. ناسکار متعاقباً اعلام کرد که با شیوۂ جدید جذب اسپانسر در فصل ۲۰۲۰ کار خود را شروع خواهد کرد، مشابه سایر لیگ‌های ورزشی آمریکا و عنوان رقابت‌ها به شکل ساده سری جام ناسکار خواهد بود و حامیان این مجموعه رقابت‌ها شرکای برتر نامیده می‌شوند. چهار شریک برتر شرکت Busch Beer، کوکا-کولا، گایکو و Xfinity هستند.
قهرمانی با استفاده از یک سیستم امتیازدهی تعیین می‌شود که در آن امتیازات با توجه به مکان پایان و تعداد دورهای انجام شده اهدا می‌شود. فصل به دو بخش تقسیم می‌شود. پس از ۲۶ مسابقه اول، ۱۶ راننده که بر اساس تعداد پیروزی در ۲۶ مسابقه اول انتخاب شده‌اند، بر پایه تعداد کل بردهایشان رده‌بندی می‌شوند و در ده مسابقه باقی‌مانده به رقابت می‌پردازند، جایی که اختلاف امتیاز تا حد زیادی به حداقل می‌رسد. این مرحله پلی آف NASCAR نامیده می‌شود. این سری رقابت‌ها ریشه‌های جدی در ایالت‌های جنوب شرق آمریکا دارد و تقریباً نیمی از تمامی ۳۶ دور این رقابت‌ها در آن منطقه برگزار می‌شود. از سال ۲۰۲۰ تقویم مسابقات پیست‌های سراسر آمریکا را شامل می‌شود. رقابت‌های معمول فصل قبلاً در کانادا و مسابقات نمایشی در ژاپن و استرالیا برگزار شده‌اند. رقابت Daytona 500، معتبرترین مسابقه از این سری رقابت‌ها، در سال ۲۰۱۹ حدود ۹/۱۷ میلیون آمریکایی، تماشاگر تلویزیونی داشت.
اتومبیل‌های حاضر در این در رقابت‌ها در میان مسابقات اتوموبیل‌رانی خاص هستند و موتورهای آنها به قدری قدرتمند هستند که می‌توانند به سرعتی بیش از ۲۰۰ مایل در ساعت (۳۲۰ کیلومتر در ساعت) برسند. در مسابقات ناسکار خودروهایی که در سری تولید قرار دارند استفاده می‌شوند. این خودروها برای آنکه بتوانند با سرعتی در حدود ۳۲۰ کیلومتر در ساعت برای مدت زمان طولانی حرکت کنند تیونینگ می‌شوند (ارتقا مشخصات فنی و ظاهری) که سبب می‌شود تا از دل آنها خودرویی بیرون بیاید که تنها از نظر نام و اندکی ظاهر به خودرو اصلی شباهت دارد.

## تاریخچه

### Strictly Stock and Grand National
در سال ۱۹۴۹، ناسکار پس از تحریم مسابقات رده خودروهای اصلاح شده (Modified) و رودستر در سال ۱۹۴۸، بخش Strictly Stock را معرفی کرد. هشت مسابقه در هفت پیست خاکی و در مسیر ساحل و خیابان Daytona Beach انجام شد. اولین مسابقه از سری رقابت‌های ناسکار در بخش Strictly Stock در شارلوت اسپیدوی در ۱۹ ژوئن ۱۹۴۹ برگزار شد. جیم روپر پس از رد صلاحیت گلن دناوای به دلیل تغییر فنرهای عقب اتومبیل خود، برنده آن مسابقه اعلام شد و اولین قهرمان سری رقابت‌ها رد بایرون بود. در فصل ۱۹۵۰ این سری رقابت‌ها به "Grand National" (گرند نشنال) تغییر نام یافت که نشان از عزم ناسکار برای حرفه‌ای و معتبرتر کردن این ورزش داشت و تا سال ۱۹۷۱ این عنوان برای رقابت‌ها حفظ شد. فصل ۱۹۴۹ Strictly Stock در کتاب رکوردهای ناسکار به عنوان اولین فصل تاریخ جام گراند نشنال شناخته می‌شود. مارتینزویل اسپیدوی تنها پیست تقویم مسابقات سال ۱۹۴۹ است که در جدول زمانی سری رقابت‌های فعلی باقی‌مانده است.

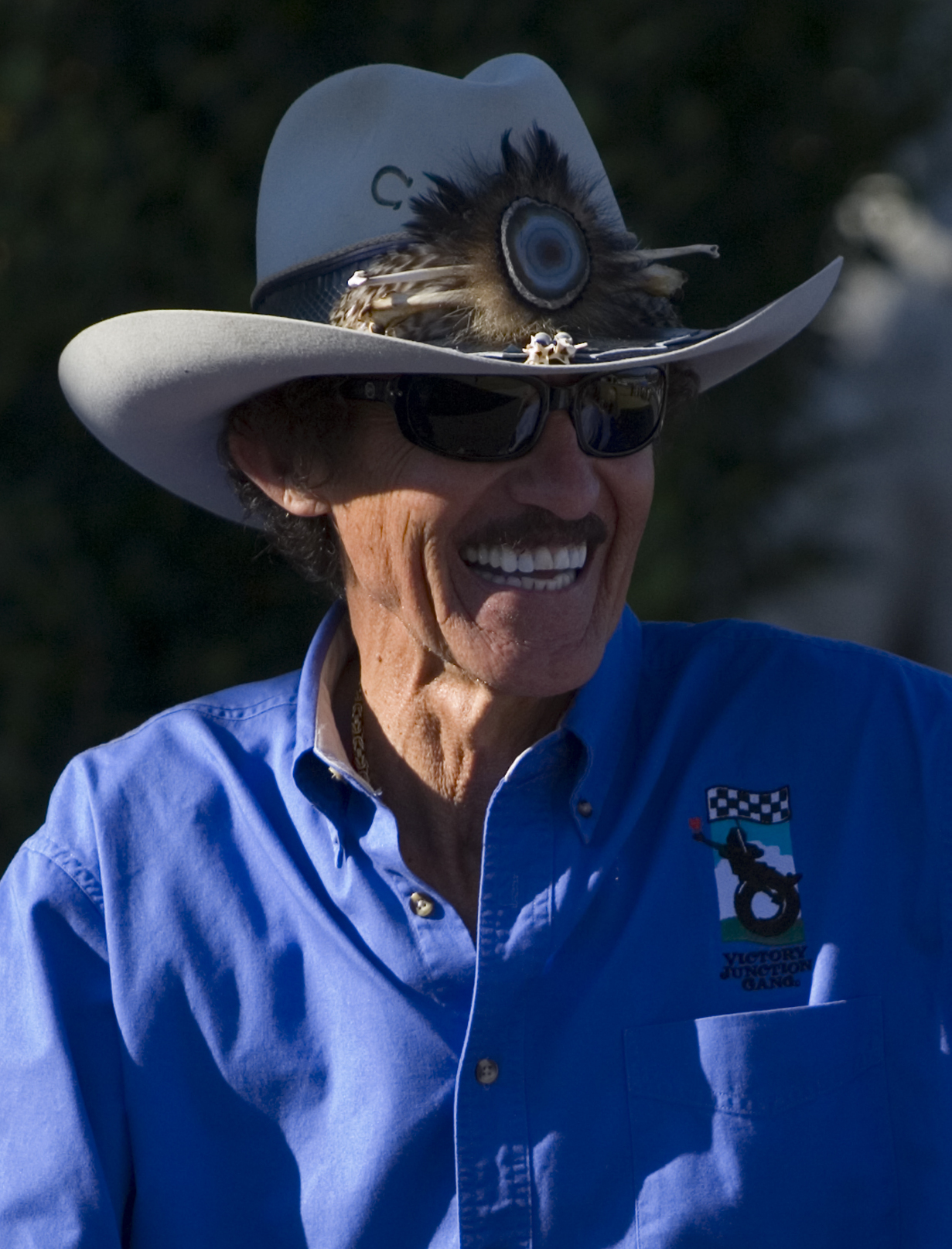
ریچارد پتی قهرمان هفت دوره جام وینستون.

تقویم رقابت‌ها شامل یک برنامه ثابت نمی‌شد، به این صورت که در هر آخر هفته با حضور بیشتر شرکت کنندگان مسابقه‌ای برگزار شود، مسابقات گرند نشنال در برخی از سالها بیش از شصت رقابت را شامل شده است. غالباً دو یا سه مسابقه در هر هفته و گاهی دو مسابقه در یک روز در ایالت‌های مختلف برگزار می‌شد. در سالهای اولیه، بیشتر مسابقات گرند نشنال در پیست‌های خاکی بیضی شکل که طول آنها کمتر از ربع مایل تا بیش از نیم مایل بود، برگزار می‌شد یا در میدان‌های خاکی بیضی شکل با طول نیم تا یک مایل. ۱۹۸ مسابقه از ۲۲۱ مسابقه گرند نشنال در پیست‌های خاکی اجرا شد. دارلینگتون ریس وی که در سال ۱۹۵۰ افتتاح شد، اولین مسیر کاملاً آسفالت شده بود که طول آن به بیش از یک مایل (۱٫۶ کیلومتر) می‌رسید. در سال ۱۹۵۹، زمانی که دیتونا اینترنشنال اسپیدوی افتتاح شد، هنوز تعداد رقابت‌ها در پیست‌های خاکی بیشتر از آسفالته بود. در دهه ۱۹۶۰ با ایجاد پیست‌های اتومبیلرانی و آسفالت مسیرهای قدیمی خاکی، تعداد مسابقات در مسیرهای خاکی کاهش یافت. آخرین مسابقه گرند نشنال ناسکار در پیست خاکی در تاریخ ۳۰ سپتامبر ۱۹۷۰، در پیست استیت فیرگروندز اسپیدوی با طول نیم مایل، در رالی کارولینای شمالی برگزار شد. ریچارد پتی در آن مسابقه با اتوموبیل پلیموث برنده رقابت شد. این خودرو پس از آنکه توسط تیم پتی انترپرایز به دون رابرتسون فروخته شد، دوباره برای این رقابت‌ها به اجاره گرفته شد.

### جام وینستون

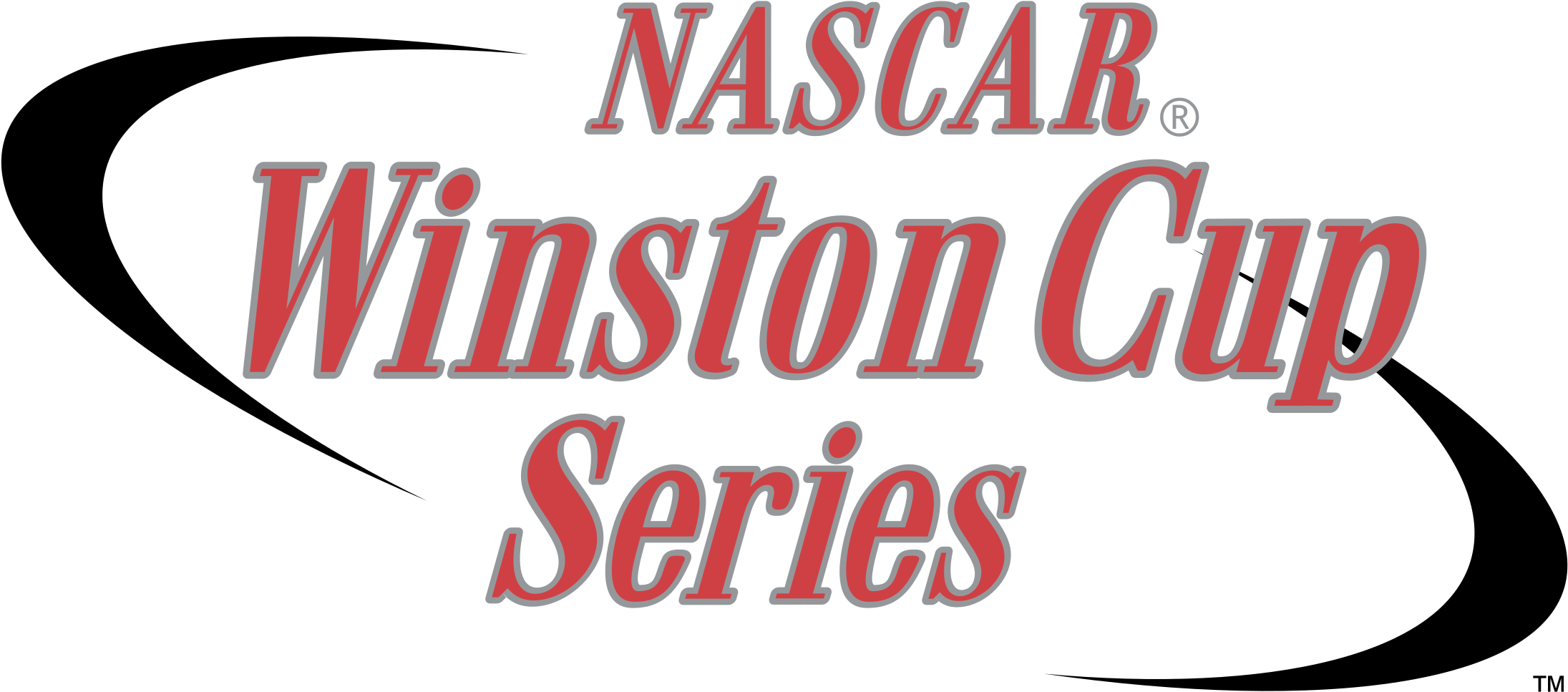
لوگو سری رقابت‌های جام وینستون ناسکار از سال ۲۰۰۰ تا ۲۰۰۰۳

بین سالهای ۱۹۷۱ تا ۲۰۰۳، سری برتر ناسکار توسط برند سیگار وینستون از شرکت تنباکوی آر. جی. رینولدز پشتیبانی شد و نام آن را سری رقابت‌های جام وینستون گذاشتند. در ابتدا و قبل از حذف "Grand National" در سال ۱۹۸۶ این رقابت‌ها Winston Cup Grand National نامیده می‌شد. در سال ۱۹۷۱، بر طبق قانون بهداشت عمومی سیگار کشیدن تبلیغات تلویزیونی سیگار ممنوع شد. در نتیجه، شرکت‌های دخانیات به حمایت از رویدادهای ورزشی روی آوردند تا به نوعی هزینه‌های مازاد تبلیغات خود را صرف کرده و این قانون را دور زده باشند. حمایت مالی RJR در پی توافق صنعت تنباکو در سال ۱۹۹۸ که راه‌های تبلیغات دخانیات، از جمله حمایت‌های مالی از رویدادهای ورزشی را محدود کرد، بحث برانگیزتر شد.
با توجه به تغییراتی که ناشی از مشارکت RJR در این سری رقابت‌ها بود از جمله کاهش تعداد مسابقات از ۴۸ به ۳۱، می‌توان سال ۱۹۷۲ را به عنوان آغاز «عصر مدرن» ناسکار قلمداد کرد. فصل کوتاه‌تر شد و سیستم امتیازدهی طی چهار سال آینده چندین بار اصلاح شد. مسابقات در پیست‌های خاکی و در مسیرهای بیضی شکل کمتر از ۲۵۰ مایل (۴۰۰ کیلومتر) از جدول رقابت‌ها حذف و به سری کوتاه مدت NASCAR Grand National East منتقل شدند و مسابقات باقی مانده دارای حداقل ۳۰٬۰۰۰ دلار جایزه بودند. بنیانگذار ناسکار، بیل فرانس پدر، کنترل این نهاد را به پسر بزرگ خود، بیل فرانس جونیور سپرد. در آگوست ۱۹۷۴، فرانس جونیور از مسئول روابط عمومی رقابت‌ها باب لتفورد خواست تا یک سیستم امتیازدهی یکسان برای همه رقابت‌ها بدون در نظر گرفتن طول پیست یا جایزه آنها طراحی کند. این سیستم تضمین می‌کرد که رانندگان برتر باید در تمام مسابقات شرکت کنند تا قهرمان کل سری رقابت‌ها شوند. این سیستم از سال ۱۹۷۵ تا زمان ایجاد the Chase for the Championship (در تعقیب قهرمانی) در سال ۲۰۰۴ بدون تغییر باقی ماند.
از سال ۱۹۷۲، مسابقه دیتونا ۵۰۰ اولین مسابقه‌ای بود که به صورت غیر نمایشی برگزار شد.
ABC Sports در سال۱۹۷۰ مسابقات Grand National را از پیست‌های تالادگا، ویلکزبورو شمالی، دارلینگتون، شارلوت و نشویل، به صورت جزیی و گاهی به‌طور کامل و با پخش زنده بر روی آنتن برد. از آنجا که این رویدادها نسبت به بسیاری از مسابقات گرند نشنال هیجان کمتری داشتند، ABC پوشش زنده خود را لغو کرد. در عوض، مسابقات با تأخیر و به صورت ویرایش شده در جُنگ ورزشی ABC World Wide Sports پخش می‌شد. در سال ۱۹۷۹، دیتونا ۵۰۰ به اولین مسابقه ماشین‌های stock تبدیل شد که در CBS به صورت زنده از تلویزیون پخش می‌شد. در رقابت آن سال کیلی یاربرو و دونی آلیسون، رانندگانی که به دور آخر رسیده بودند، در حالی که برای پیش افتادن رقابت شدیدی داشتند، به دیوارهٔ کناری پیست برخورد کردند و از دور خارج شدند. به این ترتیب ریچارد پتی با پشت سر گذاشتن آن دو، رده نخست را از آن خود کرد. بلافاصله پس از آن و در حالی که پخش زنده تلویزیونی ادامه داشت، یاربرو، آلیسون و برادرش بابی با هم درگیر شدند. این موضوع نمایانگر درام و هیجان حاکم بر این ورزش بود که قابلیت پخش آن را افزایش داد. این مسابقه همزمان با طوفان برفی بزرگ در امتداد سواحل شرقی ایالات متحده برگزار شده بود که سبب شد بینندگان گرفتار در طوفان، آشنایی بیشتری با این ورزش پیدا کنند.
در سال ۱۹۸۱، ضیافت اهدای جوایز در عصر اولین جمعه ماه دسامبر در شهر نیویورک برگزار شد که اولین آنها در سالن استارلایت هتل والدورف-آستوریا بود و در سال ۱۹۸۵ به سالن اصلی هتل منتقل شد. اما در سال ۲۰۰۱، بخش ضیافت را حذف و یک مراسم اهدای جوایز ساده برگزار کردند؛ مراسم اهدای جوایز در سال ۲۰۰۲، به سالن همرستین منهتن سنتر انتقال پیدا کرد. پس از آن و در سال ۲۰۰۳، جشن‌ها به سالن اصلی هتل والدورف-آستوریا بازگشت و قالب ضیافت دوباره برقرار شد.

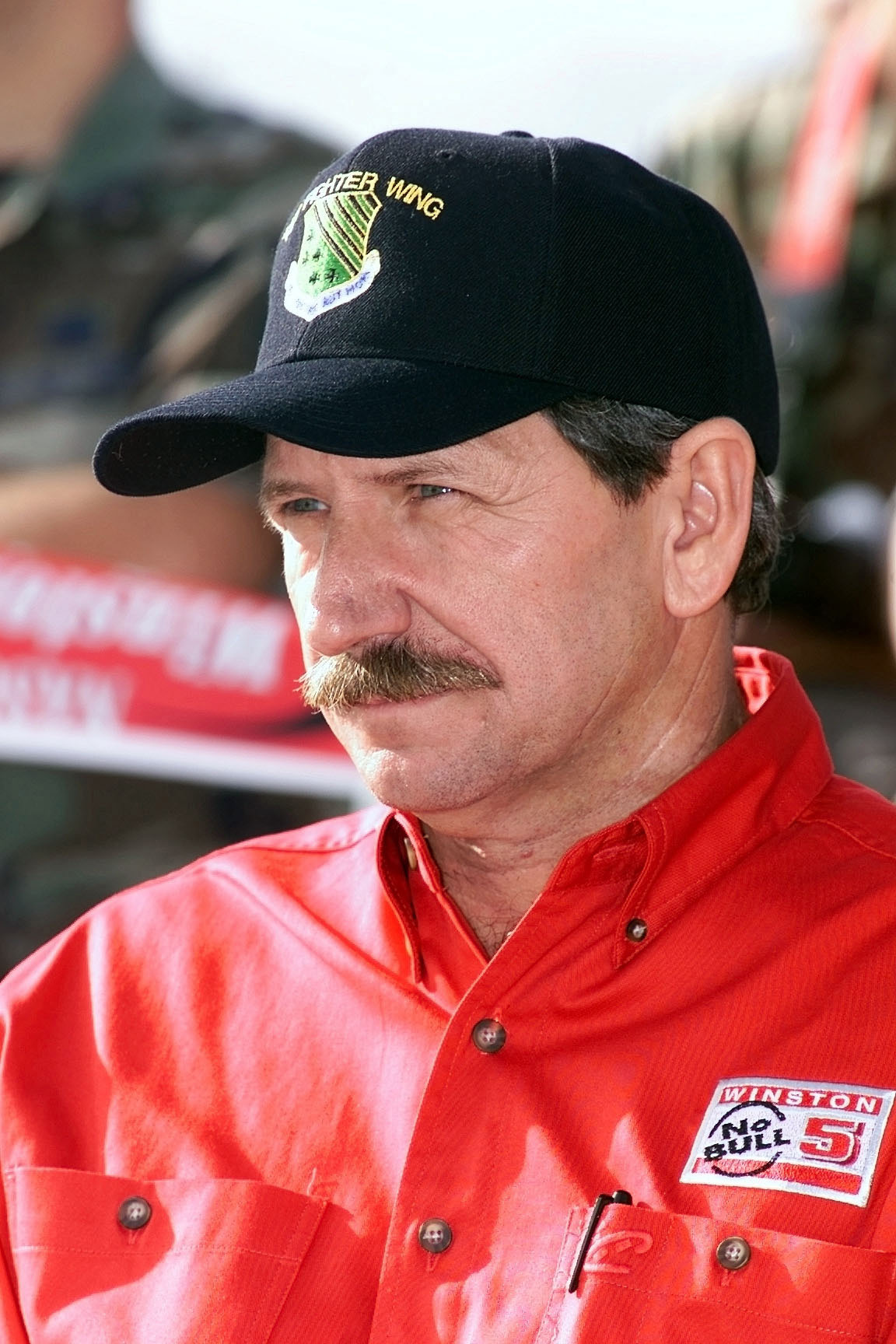
قهرمان هفت دوره از رقابت‌های جام وینستون دیل ارنهارت

در سال ۱۹۸۵، وینستون ضیافت اهدای جوایز جدیدی را به نام وینستون میلیون معرفی کرد. از سال ۱۹۸۵ تا ۱۹۹۷، به راننده‌ای که عنوان قهرمانی در سه از چهار مسابقه معتبر این سری رقابت‌ها را به دست می‌آورد، یک میلیون دلار جایزه نقدی اعطا می‌شد. این جایزه تنها دو بار به دست آمد. بیل الیوت در سال ۱۹۸۵ و جف گوردون در سال ۱۹۹۷ برنده این جایزه شدند. دارل والپریپ در سال ۱۹۸۹، دیوی آلیسون در سال ۱۹۹۲ و دیل جارت در سال ۱۹۹۶ به کسب این جایزه نزدیک شدند. وینستون میلیون در سال ۱۹۹۸ با مراسمی مشابه با نام Winston No Bull Five جایگزین شد. در این مراسم به هر راننده‌ای که پنج مسابقه معتبر از رقابت‌ها را به پایان می‌رساند و حداقل در یکی از آنها قهرمان می‌رسید، یک میلیون دلار اهدا می‌شد.
این سری رقابت‌ها در دهه ۱۹۹۰ از محبوبیت زیادی برخوردار شد. در سال ۱۹۹۴، ناسکار اولین دوره از Brickyard 400 را در پیست ایندیاناپولیس موتور اسپیدوی برگزار کرد. بین سالهای ۱۹۹۷ و ۱۹۹۸، جایزه برنده جایزه دیتونا ۵۰۰ سه برابر شد. این همزمان شد با کاهش محبوبیت در مسابقات اتومبیلرانی قهرمانی آمریکا.
در سال ۱۹۹۹، ناسکار توافق‌نامه جدیدی با فاکس برادکستینگ، ترنر برادکستینگ و NBC منعقد کرد. این قرارداد که به مدت هشت سال برای فاکس و شش سال برای NBC و ترنر بسته شد، ۲٫۴ میلیارد دلار ارزش داشت. در سال ۲۰۰۱، پیکسار از تِرَک‌های ناسکار به عنوان تحقیق در مورد انیمیشن ماشین‌ها ۲۰۰۶ بازدید کرد که شامل صدای رانندگان این رقابت‌ها، از. جمله ریچارد پتی و دیل ارنهاردت جونیور بود. برای جلوگیری از تبلیغات دخانیات در یک فیلم دیزنی، "پیستون کاپ" کنایه پیکسار از وینستون کاپ بود.

### نکستل و اسپرینت
در پایان سال ۲۰۰۳، قرارداد حمایت مالی شرکت تنباکوی آر. جی. رینولدز منقضی شد و ناسکار قراردادی با شرکت نکستل، یک شرکت ارتباطات منعقد کرد. در سال ۲۰۰۴، این مسابقات به عنوان سری رقابت‌های جام نکستل معروف شد. در سال ۲۰۰۶ با ادغام اسپرینت و نکستل و از آغاز فصل ۲۰۰۸ این رقابت‌ها به جام اسپرینت تغییر نام داد. جام این رقابت‌ها توسط تیفانی اند کو. طراحی شد، که نشانی از یک جفت پرچم شطرنجی در اهتزار و از جنس نقره است.
در سال ۲۰۰۹، رونق و محبوبیت رقابت‌ها در دهه ۱۹۹۰ پایان یافته بود و آمار بینندگان تلویزیونی در ده سال قبل کم و بیش راکد بود. برخی از طرفداران دیرینه، این سری رقابت‌ها را به دلیل از دست دادن جذابیت سنتی مورد انتقاد قرار دادند، چرا که مکان برگزاری مسابقات را از ایالات جنوب شرقی برای سود بیشتر تغییر دادند. آنها همچنین نسبت به حضور تویوتا در این سری رقابت‌ها ابراز نارضایتی کردند. شرکت مخابرات ژاپنی سافت‌بنک اسپرینت را در ژوئیه ۲۰۱۳ خریداری کرد. در حالی که ناسکار نسبت به پیشرفت‌ها تردید داشت و از پیامدهای منفی نگرش ردنک نیز آگاه بود، اما فرصت‌های توسعه را نیز در نظر داشت. مدیر عامل ناسکار برایان فرانس، هدف اصلی انتقاد هواداران بود.
در سال ۲۰۱۶، ناسکار منشوری برای رقابت‌ها اعلام کرد که ورود ۳۶ تیم را به هر ۳۶ مسابقه تضمین می‌کرد. مطابق با این منشور با توجه به نتایج سه فصل اخیر، یک تیم شرایط صعود به یک مسابقه را پیدا می‌کند. همراه با این قانون، ناسکار تعداد شرکت‌کنندگان جام را به ۴۰ اتومبیل کاهش داد.

#### Chase for the Cup
علاوه بر تغییر حامی مالی عنوان این سری رقابت‌ها، در فصل ۲۰۰۴ همچنین سیستم جدیدی برای تعیین قهرمان سری با تأثیر از سیستم استفاده شده در سری مسابقات CARS Tour معرفی شد که در ابتدا با عنوان Chase for the Nextel Cup (یا به سادگی "The Chase" شناخته می‌شد، و بعداً به مارک Sprint تغییر یافت)، ده راننده و تیم با بالاترین امتیاز (به علاوه تساوی‌ها) در ۲۶ مسابقه اول هر فصل واجد شرایط شرکت در ده مسابقه نهایی که پلی آف سری است می‌شدند تا برای رسیدن به عنوان قهرمانی رقابت کنند. این تعداد در سال ۲۰۰۷ به ۱۲ تیم افزایش یافت.

### مانستر انرژی

لوگو سری جام مانستر انرژی ناسکار از سال ۲۰۱۷ تا ۲۰۱۹

حمایت مالی عنوان اسپرینت پس از فصل ۲۰۱۶ پایان یافت. در تاریخ ۱ دسامبر ۲۰۱۶، ناسکار توافق خود با مانستر انرژی به عنوان حامی مالی جدید سری برتر ناسکار اعلام کرد. در ۱۹ دسامبر ۲۰۱۶، ناسکار نام جدید این رقابت‌ها را، سری جام مانستر انرژی ناسکار و همچنین آرم سری جدید و آرم جدید ناسکار را معرفی کرد. در ۱۱ آوریل ۲۰۱۸، مانستر انرژی اعلام کرد که به حمایت مالی خود از این مجموعه تا پایان فصل ۲۰۱۹ ادامه می‌دهد.

### سری جام ناسکار
با شروع فصل ۲۰۲۰، سطح برتر رقابت‌های ناسکار به عنوان سری جام ناسکار شناخته می‌شود. به عنوان بخشی از یک مدل حمایت مالی طبقه‌بندی شده، Busch Beer، کوکا-کولا، گایکو و Xfinity به عنوان شرکای برتر این مجموعه شناخته شدند، همچنین کوکا-کولا نیز حق نام جام قهرمانی فصل را به دست گرفت.
طرح جام MENCS با نام سری جدید حفظ شد، اگرچه به جام بیل فرانس تغییر نام داد.

## قهرمان رانندگان
عنوان قهرمان رانندگان سری جام ناسکار توسط رئیس این نهاد به موفق‌ترین راننده سری رقابت‌ها در طول یک فصل اعطا می‌شود، که توسط یک سیستم امتیازدهی بر اساس نتایج مسابقات و پیروزی‌ها تعیین می‌شود. این عنوان برای اولین بار در سال ۱۹۴۹ به رد بایرون اعطا شد، ۳۲ راننده مختلف موفق به کسب عنوان قهرمانی شده‌اند. اولین راننده ای که چندین عنوان قهرمانی را به دست آورد هرب توماس در سال ۱۹۵۱ و ۱۹۵۳ بود، در حالی که رکورد بیشترین قهرمانی، بین ریچارد پتی، دیل ارنهاردت و جیمی جانسون با هفت عنوان مشترک است. جانسون رکورد بیشترین قهرمانی متوالی را دارد. او از سال ۲۰۰۵ تا ۲۰۱۰ پنج قهرمانی کسب کرد. تاکنون همه قهرمانان از ایالات متحده بوده‌اند.

## قهرمان مالکان
عنوان قهرمانی مالکان سری ناسکار به همان روش قهرمانی رانندگان اهدا می‌شود، با این تفاوت که به هر خودرو امتیاز می‌دهند. اگر مالک بیش از یک ماشین وارد کند، هر ماشین جداگانه امتیازدهی می‌شود. امتیازات در بخش قهرمانی مالکان یکسان با لیست رانندگان است، با یک استثنا جزئی: رانندگانی که واجد شرایط کسب امتیاز در بخش رانندگان نیستند، همچنان می‌توانند برای قهرمانی مالک امتیاز کسب کنند. نمونه‌ای از این اتفاق در اولین مسابقه تحت این سیستم امتیازدهی، در دیتونا ۵۰۰ (۲۰۱۱) رخ داده است. طبق قانون دیگری که از فصل ۲۰۱۱ به اجرا درآمد، رانندگان فقط مجاز به کسب امتیاز بخش رانندگان در یکی از سه سری رقابت‌های کشوری ناسکار هستند. ترور بین، که در یکی از مسابقات برنده شده بود، هیچ امتیازی در بخش رانندگان کسب نکرد، چرا که او تصمیم گرفت در سری Nationwide (اکنون با نام سری Xfinity ناسکار شناخته می‌شود) برای قهرمانی رقابت کند. با این حال، او ۴۷ امتیاز در بخش مالک برای وود برادرز ریسینگ به ارمغان آورد (۴۳ امتیاز پایه، ۳ امتیاز برای پیروزی و یک امتیاز برای رهبری در یک دور کسب کرد)
قبل از آنکه تغییرات اساسی در سیستم امتیازدهی در سال ۲۰۱۱ اعمال شود، سیستم تخصیص امتیاز برای مالکان کمی متفاوت بود. اگر بیش از ۴۳ اتومبیل بخواهند جواز حضور در یک مسابقه را به دست آورند، امتیازات مالک برای هر ماشین به روش زیر تعلق می‌گیرد: به سریع‌ترین ماشینی که جواز حضور را کسب نکند (در اصل، موقعیت ۴۴) ۳۱ امتیاز تعلق می‌گیرد، سه امتیاز کمتر از ماشینی که در موقعیت ۴۳ قرار گرفته است. اگر بیش از یک اتومبیل جواز حضور را کسب نکرده باشد، امتیاز مالکان همچنان به روشی که شرح داده شده اختصاص می‌یابد و برای هر موقعیت سه امتیاز کاهش می‌یابد. طبق سیستم امتیازدهی پس از سال ۲۰۱۱، فقط اتومبیل‌هایی که در یک مسابقه مشخص شروع می‌شوند امتیاز مالک را کسب می‌کنند. بخش "Chase for the Championship" جداگانه‌ای برای امتیازدهی در بخش مالکان در نظر گرفته شده بود.
تغییر قانون در سال ۲۰۰۵ در سه سری کشوری ناسکار، که از سال ۲۰۱۳ به بعد لغو شد، بر نحوه استفاده از امتیازات مالک تأثیر می‌گذاشت. در طول فصل ۲۰۱۲، به ۳۵ تیم برتر (سری جام ناسکار) یا ۳۰ تیم برتر (سایر رقابت‌ها) تمام وقت در بخش امتیازدهی مالک، برای مسابقه بعدی معافیتی داده شد که طبق آن موقعیشان را در آن مسابقه تضمین می‌کرد. این نکات مشخص می‌کرد که چه کسی در مسابقه بعدی شرکت می‌کند و چه کسی خارج از مسابقه است و از زمانی که قانون معافیت به این قالب تغییر کرد بسیار مهم شد. در پایان هر فصل، ۳۵ مدعی برتر در بخش امتیازدهی مالک نیز در پنج مسابقه اول فصل بعدی ثابت می‌شدند.
از سال ۲۰۱۳، بار دیگر سیستم قوانین با شباهت بسیاری به سیستم قبل از ۲۰۰۵ تبدیل شدند. در سری جام ناسکار، ۳۶ موقعیت اول در پیست موکداً با تعیین سرعت تعیین خط می‌شوند. شش جایگاه بعدی با توجه به امتیازبندی مالکان تعلق می‌گیرد، و مکان نهایی برای قهرمان سری قبل اختصاص دارد. اگر همه قهرمانان گذشته در پیست حاضر باشند و در نتیجه معافیت نهایی استفاده نشود، بر اساس تعداد امتیازات مالک موقعیت به اتومبیل دیگری می‌رسد.
در برخی شرایط، امتیاز مالک تیم با امتیازات راننده مربوطه متفاوت خواهد بود. برای نمونه، در سال ۲۰۰۵، پس از اینکه جک راش، کورت بوش را در یکی مانده به آخرین مسابقه در آن فصل اخراج کرد، تیم شماره ۹۷ در مکان هشتم امتیازبندی مالک قرار گرفت، در حالی که بوش در رتبه دهم امتیاز دهی رانندگان قرار داشت. در سال ۲۰۰۲، وقتی استرلینگ مارلین مصدوم شد، تیم شماره ۴۰ در امتیازبندی مالک هشتم شد، در حالی که مارلین در امتیاز رانندگان هجدهم بود، چرا که رانندگان جانشین جیمی مک مورای و مایک بلیس، به کسب امتیاز برای مالک تیم شماره ۴۰ ادامه دادند.

## قهرمان تولیدکنندگان
عنوان قهرمان تولیدکنندگان هر ساله اعطا می‌شود، اگرچه قهرمانی رانندگان از اعتبار بیشتری برخوردار است. در گذشته، بخش قهرمان تولیدکنندگان به دلیل تعداد شرکت‌های سازنده درگیر، معتبر بود و قهرمانی یک تولیدکننده ابزار اصلی برای بازاریابی بود. در سری Xfinity، این قهرمانی به عنوان جام عملکرد بیل فرانس شناخته می‌شود.
تا فصل ۲۰۱۳، امتیازات بر اساس سیستم فرمول یک در سال‌های ۱۹۹۰–۱۹۶۰ به دست می‌آمد، تولیدکننده برنده ۹ امتیاز، شش امتیاز برای تولیدکننده بعدی، چهار امتیاز برای تولیدکننده سوم، سه امتیاز برای چهارم، دو امتیاز برای پنجم، و یک امتیاز برای تولیدکننده موقعیت ششم. این بدان معناست که اگر شورولت در یک مسابقه مشخص اول تا دهم شوند و یک فورد یازدهم و داج دوازدهم باشد، شورولت ۹ امتیاز، فورد ۶ و داج ۴ امتیاز کسب می‌کند. از سال ۲۰۱۴، ناسکار شیوه امتیازدهی را با تقلید از سیستم امتیازدهی در بخش قهرمانی مالکان تغییر داد. بر اساس این سیستم، بهترین نماینده نهایی شرکت‌های سازنده، به‌طور مؤثر همان امتیازاتی را کسب می‌کنند که تیم به دست آورده است، از جمله امتیاز پاداش برای پیشتازی در یک دور یا پیروزی در یک مسابقه.
در سالهای آغازین ناسکار، ماشین‌های مختلفی وجود داشت که با حمایت اندکی از طرف شرکت‌های اتومبیل سازی روبرو بودند، اما در اواسط دهه ۱۹۶۰، صرفاً مشارکت تولیدکنندگان آمریکایی با پشتیبانی کارخانه وجود داشت. کرایسلر، فورد و جنرال موتورز، اگر نگوییم تنها، اصلی‌ترین رقبای بیشتر تاریخ ناسکار بودند. پلیموث اگرچه در دهه ۱۹۶۰ با Hemi تا حدودی موفق بود، اما هرگز نتوانست یک قهرمانی در بخش تولیدکنندگان را کسب کند تا اینکه فورد در اوایل دهه ۱۹۷۰ از مسابقات خارج شد و به این ترتیب در سال ۱۹۷۱ پلیموث برای نخستین بار طعم قهرمانی را چشید. جنرال موتورز در سال ۱۹۹۱ هنوز از چهار برند مختلف در ناسکار استفاده می‌کرد، اما در عرض سه سال، بیوک و اولدزموبیل از دور خارج شدند. پونتیاک تا سال ۲۰۰۴ دوام آورد و تنها شورولت باقی ماند. در سال ۲۰۰۶ و با پیوستن تولیدکننده ژاپنی تویوتا به سری، برای اولین بار از سال ۱۹۷۱، مارک جدیدی وارد مسابقات شد. مارک داج کرایسلر پس از ۱۵ سال وقفه در سال ۲۰۰۱ بازگشت، اما پس از ۲۰۱۲ رقابت‌ها را ترک کرد و تنها شورولت، فورد و تویوتا در دور باقی ماندند.
شورولت با ۷۴۹ پیروزی در مسابقات و ۳۸ قهرمانی در بخش تولیدکننده تا اوت ۲۰۱۵ موفق‌ترین تولیدکننده بوده است. فورد با ۶۳۶ پیروزی و ۱۵ قهرمانی در رده دوم قرار دارد. داج با ۲۱۷ پیروزی سوم، پلیموث با ۱۹۰، چهارم و پونتیاک با ۱۵۵ پیروزی در رده پنجم است. تویوتا در حال حاضر با ۷۴ پیروزی در رده ۹ قرار دارد.

## پیست‌های جام

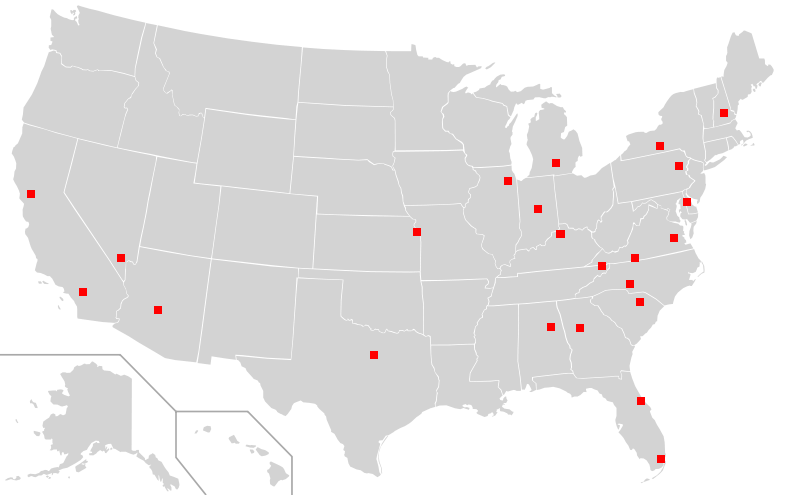

در حال حاضر، سری رقابت‌های جام ناسکار عمدتاً در ایالت‌های شرقی برگزار می‌شود و تنها شش پیست در غرب رود می‌سی‌سی‌پی واقع شده است. سری ناسکار دارای ساده‌ترین پیست در میان مسابقات اتومبیلرانی است. اکثر مسیرهای معمول در ناسکار شباهت زیادی به پیست‌های دو و میدانی دارند و بیضی شکل هستند. گرچه شکل و طول یکسان و مشخصی را شامل نمی‌شوند و استاندارد معینی برای آنها وجود ندارد. فصل ۲۰۱۷ شامل ۲۱ مسیر بیضی و ۳ مسیر جاده‌ای بود. طول مسیرها از ۰٬۵۲۶ مایل (۰٬۸۴۷ کیلومتر) در مارتینزویل اسپیدوی تا ۲٬۶۶ مایل (۴٬۲۸ کیلومتر) در تالادیگا سوپراسپیدوی متفاوت است. بیشتر مسیرهای بیضی شکل با آسفالت فرش شده‌اند، در حالی که ۳ مسیر به‌طور کامل یا جزئی بتن ریزی شده است. اگرچه این سری رقابت‌ها در ابتدا و به‌طور سنتی در مسیرهای خاکی انجام می‌شد، اما از سال ۱۹۷۰ مسابقه‌ای در پیست خاکی برگزار نشده است.

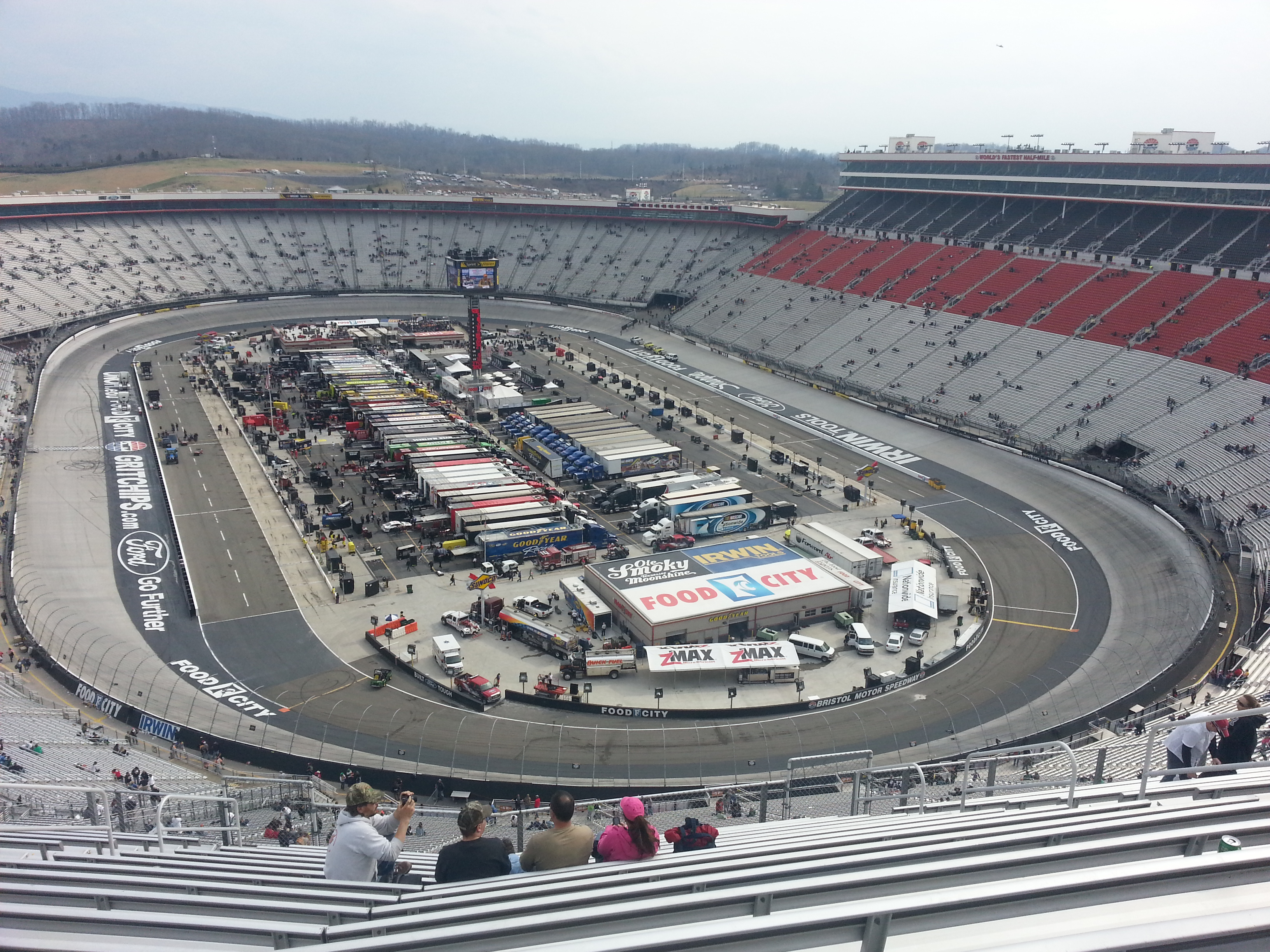
بریستول موتور اسپیدوی از پیست‌های ناسکار با شکل معمول بیضی

در حالی که برخی از مسیرها واقعاً بیضی شکل هستند، مانند بریستول موتور اسپیدوی، بیش از نیمی از پیست‌های محل برگزای رقابت‌ها حالتی از مثلث دارد و در طول یکی از مسیرهای مستقیم، این بیضی یک قوس پیدا می‌کند. از دیگر مسیرها با شکل نامتقارن می‌توان به مسیر «تخم مرغی» شکل دارلینگتون ریس وی، مسیر مثلثی شکل پوکونو ریس وی و شبه مستطیلی شکل ایندیانا موتور اسپیدوی اشاره کرد. در حالی که ناسکار عمدتاً به برگزاری مسابقاتی خلاف جهت عقربه‌های ساعت و در مسیرهای بیضی شکل شناخته می‌شود، سونوما ریس وی و واتکینس گلن اینترنشنال از پیست‌های پیچیده جاده‌ای هستند که مسابقات آنها در جهت عقربه‌های ساعت انجام می‌شود. اولین رویداد از این رقابت‌ها در مسیر جاده به سال ۱۹۵۴، در فرودگاه لیندن شهر نیوجرسی برگزار شد. از سال ۱۹۶۳، سری ناسکار هر سال حداقل یک مسابقه در پیست جاده‌ای برگزار می‌کند.
پیست‌های بیضی شکل ناسکار در قسمت‌های دارای پیچ به صورت شیب‌دار با زاویه رو به داخل ساخته می‌شود تا خودروها بتوانند به حرکت سریع خود ادامه دهند. اگر این طراحی وجود نداشته باشد یا خودروها باید با رسیدن به پیچ سرعت خود را به میزان بسیار زیادی کاهش می‌دادند یا نیروی گریز از مرکز آنها را از پیست به بیرون پرتاب می‌کرد. مسیرها دارای طیف گسترده‌ای از شیب در پیچها هستند. نیوهمپشایر موتور اسپیدوی، با ۷ درجه شیب، مسطح‌ترین پیچ‌ها را دارد، در حالی که شیب دارترین پیچ ۳۳ درجه در تالادیگا سوپراسپیدوی است. مسیر مستقیم در پیست‌های بیضی شکل شیب متفاوتی دارند، از کاملاً مسطح در بسیاری از پیست‌ها تا ۹ درجه در دوور اینترنشنال اسپیدوی.

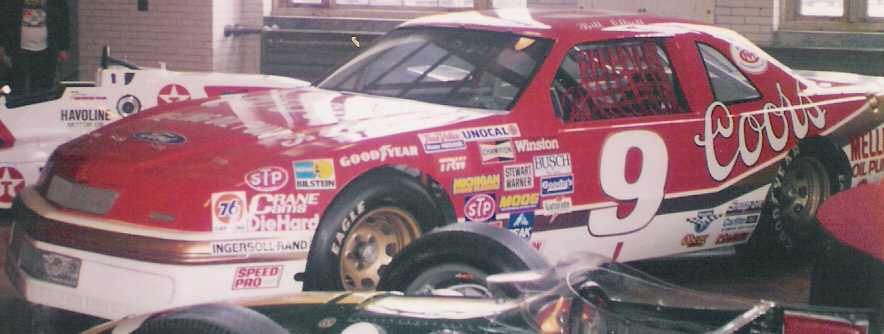
ماشین تیم ملینگ ریسینگ که بیل الیوت با آن رکورد سریع‌ترین دور در رده خودروهای ارتقا یافته در پیست تالادیگا سوپراسپیدوی را به ثبت رساند. 212.809 mph، ۴۴٬۹۹۸ ثانیه.

سرعت مسابقه بسته به مسیر بسیار متفاوت است. سریعترین مسیر تالادیگا سوپراسپیدوی است که در آن رکورد سرعت متوسط ۱۸۸٬۳۵۴ مایل در ساعت (۳۰۳٬۱۲۶ کیلومتر در ساعت) و رکورد دور مقدماتی با ۲۱۲٬۸۰۹ مایل در ساعت (۳۴۲٬۴۸۳ کیلومتر در ساعت) توسط بیل الیوت در سال ۱۹۸۷ ثبت شد که بعید است این رکورد شکسته شود. به دلیل آنکه صفحات محدودکننده یا محدودکننده هوا (که برای کاهش هوای ورودی بین کاربراتور و منیفولد نصب می‌شود) از سال ۱۹۸۸ در پیست‌های دیتونا اینترنشنال اسپیدوی و تالادیگا سوپراسپیدوی برای کاهش سرعت اجباری شدند، و پس از آن در سال ۲۰۱۹ این صفحات با اسپیسر مخروطی جایگزین شدند که هنوز هم به اندازه کافی اسب بخار را کاهش می‌دهند تا از سرعت بیش از ۲۰۵ مایل در ساعت جلوگیری کنند. کندترین مسیرها پیست سونوما ریس وی است، یک پیست جاده ای با رکورد سرعت متوسط فقط ۸۳٬۶ مایل در ساعت (۱۳۴٬۵ کیلومتر در ساعت) و سرعت ۹۹٬۳ مایل در ساعت (۱۵۹٬۸ کیلومتر در ساعت) در دور مقدماتی و پسیت مارتینزویل اسپیدوی که کوتاه، تقریباً مسطح و بیضی شکل است، با رکورد سرعت متوسط ۸۲٬۲ مایل در ساعت (۱۳۲٬۳ کیلومتر در ساعت) و در دور مقدماتی با ۹۹٬۹ مایل در ساعت (۱۶۰٬۸ کیلومتر در ساعت). سرعت متوسط یک مسابقه با تقسیم زمان برنده مسابقه (از تکان دادن پرچم سبز تا تکان دادن پرچم شطرنجی، از جمله دورهایی که با احتیاط سپری می‌شود) بر مسافت طی شده تعیین می‌شود. زمان سپری شده در دورهای پرچم قرمز در محاسبه سرعت متوسط لحاظ نمی‌شود.